# AN/APG-79

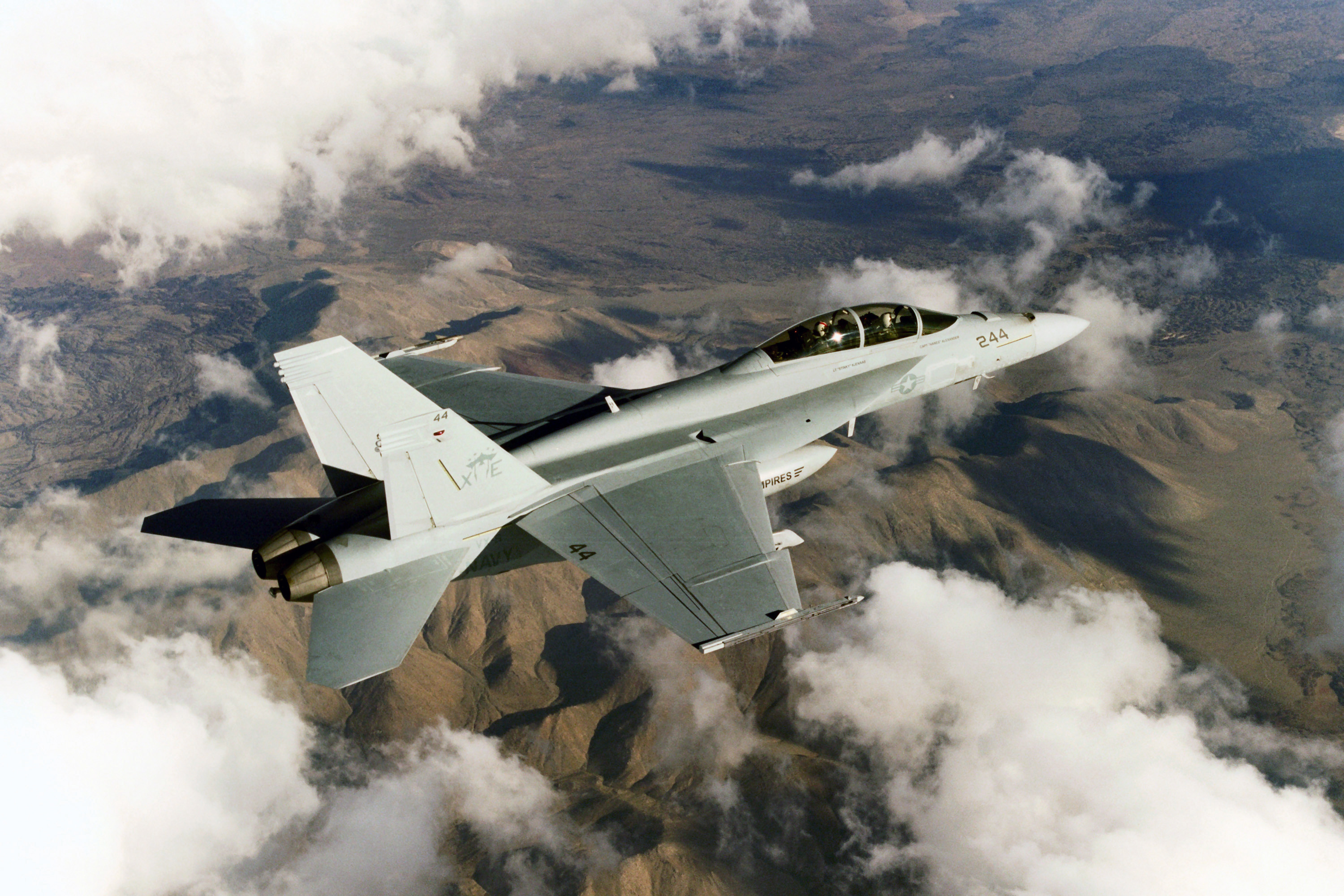
FA18E equipé avec un radar AN/APG-79

Le radar AN/APG-79 AESA (Active Electronically Scanned Array pour antenne réseau à commande de phase) est un dispositif radar produit par l'entreprise américaine Raytheon destiné aux F/A-18E/F Super Hornet et aux EA-18G Growler de l'US Navy donnant à l'équipage un très haut niveau de connaissance de la situation. 

## Caractéristiques
Le faisceau de ce radar AESA autorise des mises à jour quasi instantanées de la poursuite et des poursuites multi-cibles. L'APG-79 AESA utilise des cartes pour l'émission et la réception équipées de circuits intégrés monolithiques hyperfréquences (MMIC) à GaAs. Dans les F/A-18E/F le radar est installé dans le nez de l'appareil sur un support coulissant pour en faciliter l'entretien. 
L'APG-79 possède des circuits d'antenne entièrement transistorisés, ce qui permet d'augmenter la fiabilité tout en diminuant les coûts par rapport à un équipement traditionnel. Le radôme de l'APG-79 pour les F/A-18E/F glisse vers l'avant plutôt que de s'articuler sur la droite ce qui économise de la place dans les hangars des porte-avions[pas clair].
L'APG-79 est compatible avec les charges militaires des F/A-18 et permet de tirer l'AIM-120 AMRAAM en guidant plusieurs missiles vers différentes cibles très espacées en azimut, en hausse ou en distance.
Le prix d'un radar est estimé en 2013 à 2,8 millions de dollars américains.

## Historique
En décembre 2006, l'APG-79 a satisfait aux évaluations opérationnelles officielles si bien qu'en janvier 2007 le radar est installé sur 28 avions. Certains d'entre eux ont enregistré quelques incidents matériels qui devaient être réglés avant la fin de l'année fiscale 2007. Le 3 juin 2008 la Navy reçoit le premier EA-18G Growler équipé d'un APG-79 et en juillet 2008 Raytheon avait livré 100 radars. En juillet 2012, 300 exemplaires ont été livrés.
La marine américaine a commandé durant l’année fiscale 2013 un total de 38 radars (23 F/A-18E, 3 F/A-18F, 12 EA-18G), et pour l'année fiscale 2014 21 radars (tous pour des EA-18G).
Les Super-Hornet de la Royal Australian Air Force sont également équipés de ce radar. 
Les McDonnell Douglas CF-18 Hornet de l'Aviation royale canadienne sont équipés de la version AN/APG-79(V)4 à la suite d'un contrat de 140,3 millions de dollars signés en octobre 2021.

## VersionRadar Raytheon Advanced Combat
Une version dérivée de l’AN/APG-79 nommée RACR (Radar Raytheon Advanced Combat) dont les vols d'essai ont commencé en 2010 a été conçu pour équiper l’ensemble des appareils de la gamme F-16, F-15 et F/A-18 soit neufs ou dans les cas de modernisation de flottes soit déjà en service avec une plateforme et une antenne adaptées à chaque type d'appareils.